# ベップ・フォスキュイル
ベップ・フォスキュイル(Elisabeth "Bep" Voskuijl, Bep Vuskuil, Bep van Wijk-Voskuijl、1919年7月5日 - 1983年5月6日)は、『アンネの日記』の著者アンネ・フランクらの隠れ家での生活を支援していたオランダ人女性。オランダ語の発音は「ベップ・フォスカウル」が近い。アンネの日記では"Elli Vossen"として書かれている。アンネの父オットー・フランクの秘書であった。

## 生涯
1919年、アムステルダムに生まれる。8人兄弟の長子だった。小学校卒業後、まずメイドとして、その後レストランや仕立て屋などで働いた。これらの仕事に満足しなかった彼女は夜間講座で事務員になるための勉強をし、1937年、18歳の時にタイピストとしてオットー・フランクが経営するオペクタ商会に入社した。同年、病気のため職を失った父親ヨハンの為に、同社の倉庫係長の仕事を斡旋した。父ヨハンは潜伏者達の存在を知っていた唯一の倉庫係で、隠れ家に通づる本棚を作ったのは彼である。しかしヨハンは、フランク家が隠れ家生活中だった1943年3月末に十二指腸の病で倉庫係長を辞し、翌月に入院。6月半ばに病気が進行性の癌だったことが判明し、手術できずに退院して死の床に就く。後任の倉庫係長はヴィレム・ファン・マーレンで、ハルトホ夫妻と同様に彼も隠れ家発覚の件で密告を疑われることになる。
オットー・フランクは1941年の中頃より一年以上に渡って潜伏の準備をしていたが、ベップは家具が「後ろの家」に運び込まれたのを見た以外に、何も気付いていなかった。彼女が計画についてオットーから知らされたのは、アンネ達が隠れ家生活に入る直前の1942年6月末だった。
同年7月6日にオットー・フランクやアンネ・フランクたちが隠れ家生活に入ると、ヨハンネス・クレイマン、ヴィクトール・クーフレル、ヤン・ヒース、ミープ・ヒースと共に彼らの生活を支えた。ベップはミープとミルクや洋服、食糧等を隠れ家メンバーに届けていた。また、彼女は隠れ家のメンバー達に代わって自分の名前で通信教育に申し込んでいた。これによりアンネ、マルゴー、ペーターは速記を学ぶことができた（マルゴーに関しては速記に加えてラテン語も学んでいた）。

### アンネとの関係
ベップはアンネの日記に何度も登場する。アンネはベップが何か特別なもの（果物、花、王室の写真など）を持ってくる度に日記に書き記した。1943年8月9日の日記には「彼女（ベップ）の性格は以下の通りです。明るくて、ユーモアがあり、優しくて協力的」と記されている。 
また、アンネは大人を馬鹿にしていたが、協力者達の中でも若かったベップを同じ「若者」として見て、親近感を抱いていた。ベップは自宅に帰ると兄弟達の世話をしなければならず、自分が食べている暇が無いため毎日「後ろの家」で晩御飯をアンネ達と一緒に食べていたが、アンネはベップの人生に大きな興味を示し、色々聞きたがった。アンネは時々プライベートな質問をしてベップを困らせることもあった。この事についてベップは後年こう言っている。「アンネは私より10歳ほども年下でしたが、私は彼女にとてもプライベートな事を語りたいと思う時がありました。彼女はそういった私的な事について聞くのを大事にしていました。彼女は私に何回かとてもプライベートな質問をしたことがあります。私は彼女が日記を付けているのを知っていましたし、私の個人的な事を書かれるのが嫌でしたので、すべてを話す事については抵抗しました。」
オットー・フランクによると、「後ろの家」でアンネと一番仲が良かったのはベップだったという。

### アンネの日記を救ったベップとミープ
1944年8月4日、隠れ家の住民達が密告され、秩序警察によって逮捕された際、ヴィクトール・クーフレルとヨハンネス・クレイマンは連行されたが、ベップとミープ・ヒースは逮捕を免れた。アンネ達が連行された何時間か後、2人は「後ろの家」のオットーとエディトの寝室の床にアンネの日記や文章が散乱しているのを見つけた。2人で出来る限り拾い集めた後、どうしようか迷ったが、ベップが「あなたが年上だから大事に持っていてよ」とミープに言い、ミープは責任をもってアンネに返すことが出来る日が来るまで自分の机の引き出しに保管することに決めた。ミープによると、ベップはアンネの日記に素早く目を通したがったが、ミープは「子供だってプライバシーを持つ権利はあるでしょ」と言って許可しなかった。
オットー・フランクは1945年1月27日にアウシュビッツで解放され、6月3日にアムステルダムに戻って来た。7月18日、ベルゲン・ベルセンで働いていた看護婦からの手紙が届き、アンネとマルゴーは助からなかったと知らされて初めて、ミープは引き出しを開けてアンネの日記や文章を手に取り、「これはあなたの娘、アンネの遺産です」と言いながらオットーに渡した。

### 戦後
1945年11月、ベップの父ヨハンは大腸がんで亡くなり、葬儀にはオットー・フランクも参列した。その翌年の5月15日、ペップは大家さんの息子コルネリウス・ファン・ワイク（Cornelius van Wijk）と結婚した。二人の間には4人の子どもが生まれた。1960年生まれの一番下の女の子は、アンネの名前を取ってAnne-Marieと名付けられた。
1959年、ベップはリューベックの裁判所でアンネの日記が捏造だとする2人の否定論者とネオナチに対してオットー・フランクが起こした裁判に証人として出廷した。
戦時中フランク一家に起こった事は、ベップに大きな傷を残した。もともと神経が細かったベップだが、フランク一家の悲しい結末や、アンネの日記の出版に伴うオットーや協力者達への世間の注目に耐えられなくなり、神経衰弱になってしまった。
ベップは1947年にオペクタ商会を退職したが、オットーとの友情は長く続き、彼女にとってそれはとても大切なものであった。毎年ベップの誕生日と結婚記念日にはオットーから手紙、プレゼントや電報が届いた。
1972年ベップを含む隠れ家の協力者達は、フランク一家を守ろうとした功績を称えられ、イスラエルのヤド・ヴァシェムより「諸国民の中の正義の人」の称号を贈られた。これはオットーの働きかけによるものであった。
ベップの子供達によると、ベップは戦時中の事を家族にもほとんど語らなかったが、とても良い母親だった。彼女はクラシック音楽が大好きで、音楽を聴いている時は他の全ての事を忘れられるようだったという。
晩年のベップは肝機能が衰え、何年もの間体調が優れなかった。彼女は段々無口になって行き、1983年5月6日に63歳で突然亡くなった。